# Maribel se durmió
«Maribel se durmió» es una canción compuesta por el músico argentino Luis Alberto Spinetta e interpretado por la banda Spinetta Jade, la cual fue incluida en el álbum Bajo Belgrano. Es considerada entre las mejores del músico; en el año 2002 fue incluida por la revista Rolling Stone y la cadena MTV como la n.º 79 entre las 100 mejores canciones de todos los tiempos del rock argentino.
El tema fue dedicado, en el álbum de lanzamiento, a las Madres de Plaza de Mayo.

## Composición, historia y grabación
La canción está incluida como tercer track del álbum Bajo Belgrano de la banda Spinetta Jade. Es uno de los grandes temas de Spinetta, incluido entre las 100 mejores canciones de la historia del rock argentino (#79), por la revista Rolling Stone y MTV. 
El tema fue dedicado en el álbum de lanzamiento a las Madres de Plaza de Mayo, en coincidencia con la recuperación de la democracia en la Argentina el 10 de diciembre de 1983, dando fin a la última dictadura, caracterizada por el terrorismo de Estado que impuso en aquel país entre 1976 y 1983.
Spinetta ha explicado que la melodía es una derivación de la Novena Sinfonía de Beethoven y que el tema está inspirado en la angustia que él enfrentó cuando su hijo Valentino enfermó gravemente.

En realidad yo compuse “Maribel” acompañando la convalecencia de Valentino. Yo le silbaba la Novena Sinfonía de Beethoven y de ahí surgió la melodía de la canción. Mientras la tarareaba fui llegando a la conclusión de que si a Valen le pasaba algo malo, yo iba a tener que seguir cantando esa melodía, que no iba a llorar toda mi vida. Probablemente eso sea sólo una teoría, pero la letra tiene ese sentimiento: “canta tus penas de hoy”. Este trasfondo me motivó a dedicarle el tema a las Madres de Plaza de Mayo para que no llorasen a todos los seres que desaparecieron, sino que les cantasen.
Luis Alberto Spinetta

También el tema instrumental "Para Valen" en Mondo di cromo estuvo originado en la convalecencia de Valentino. Pero, pese a que el tema no estuvo originado en una desaparecida y que Spinetta lo aclaró varias veces, "Maribel" ha quedado en el imaginario colectivo como símbolo de los desaparecidos:

Maribel se convirtió en un símbolo. Maribel en principio no era una desaparecida, aunque podría haberlo sido. Ni siquiera el propio Luis escribió la letra pensando en eso, simplemente fue una canción que compuso para su hijo Valentino que estaba convaleciente. Sin embargo, casi inconscientemente, había querido contar otra historia. Era la historia de esos años de muerte, el relato despojado sobre una chica que se durmió, que se hundió. Dicen que no lleva ningún papel (claro, a la muerte se va sin nada); sensación de que con el alma nos ve mejor. Al partir, finalmente, Maribel sentirá una brisa de libertad. Luego, la imagen del carroussel nos hace pensar instantáneamente en las rondas de las Madres. Maribel quedó entonces en el imaginario de mucha gente como la representación de uno de los tantos seres que cayeron luchando por un gran sueño. Entonces, al fin, Maribel es una desaparecida.
Martín Borja

## Video
Simultáneamente con el lanzamiento del álbum se difundió un videoclip con el tema, en el que se combinan imágenes de la banda tocando el tema en vivo un año antes, en el festival B.A. Rock 1982, con un relato visual. 
El relato empieza mostrando a los cuatro miembros de Spinetta Jade en una playa del Río de la Plata, de noche y bajo un paraguas, al lado de una mujer que tira fuego por la boca. Al amanecer aparece una muchacha muy joven, vestida de blanco y una corona de rosas blancas en la cabeza, que le dice algo al oído a Spinetta. Luego la joven corta una torta que tiene forma de corazón rojo y come unas cerezas, que destacan también su color rojo. Finalmente los cuatro miembros, con la chica en el centro, miran hacia el río.
Las revista Rolling Stone no ha dudado en afirmar que la mujer vestida de blanco es "una referencia a la lucha de Madres de Plaza de Mayo y a los desaparecidos que eran arrojados al mar".